# Theodore Robinson
Theodore Robinson  (3 de junio de 1852 – 2 de abril de 1896) fue un pintor estadounidense conocido por sus paisajes de estilo impresionista. Fue uno de los primeros impresionistas estadounidenses; empezó a desarrollar este estilo al final de la década de 1880, visitando Giverny donde fue el mejor amigo de Claude Monet. Muchas obras suyas son consideradas obras maestras del impresionismo estadounidense.

## Primeros años y formación
Robinson nació en Irasburg (Vermont), aunque creció en Evansville, en el estado de Wisconsin, y en Boston, donde estudió arte durante un breve periodo de tiempo. A partir de 1874 residió en Nueva York y asistió a clases en la National Academy of Design. En 1874 viajó a París a estudiar arte bajo la tutela de Carlos Duran y en la Academia de Bellas artes con Jean-Léon Gérôme. Exhibió sus obras por primera vez en el Salón de París en 1877. Después de sus viajes a Venecia y a Bolonia, volvió a Estados Unidos en 1879 por varios años. Durante este periodo inicial Robinson pintaba de una manera realista, representando a gente en ambientes domésticos o agrarios.

## Giverny
En 1884 Robinson volvió a Francia donde viviría los ocho años siguientes, visitando Estados Unidos ocasionalmente. Robinson se fue hacia el área de Giverny, que se había convertido en el centro del impresionismo francés bajo la influencia de Claude Monet.
No está del todo claro en qué momento se conocieron Robinson y Monet, pero en 1888 su amistad era tan fuerte que Robinson se mudó al lado del famoso impresionista. El arte de Robinson dio un giro a un estilo más tradicional impresionista en este tiempo, probablemente por la influencia de Monet. Aunque había muchos artistas estadounidenses en Giverny, ninguno tenía tanta cercanía con Monet como Robinson. Monet le daba consejo a Robinson, y a la vez, Robinson le daba su opinión sobre las obras que iba creando Monet. 
En Giverny, Robinson pintó lo que los historiadores del arte consideran como sus mejores obras. Estas pinturas representan los alrededores del pueblo en distintos climas, en la tradición plenarista. Un ejemplo de su trabajo en este tiempo es La debaclé, en la colección de Scripps College, Claremont, California.

## Vuelta a América

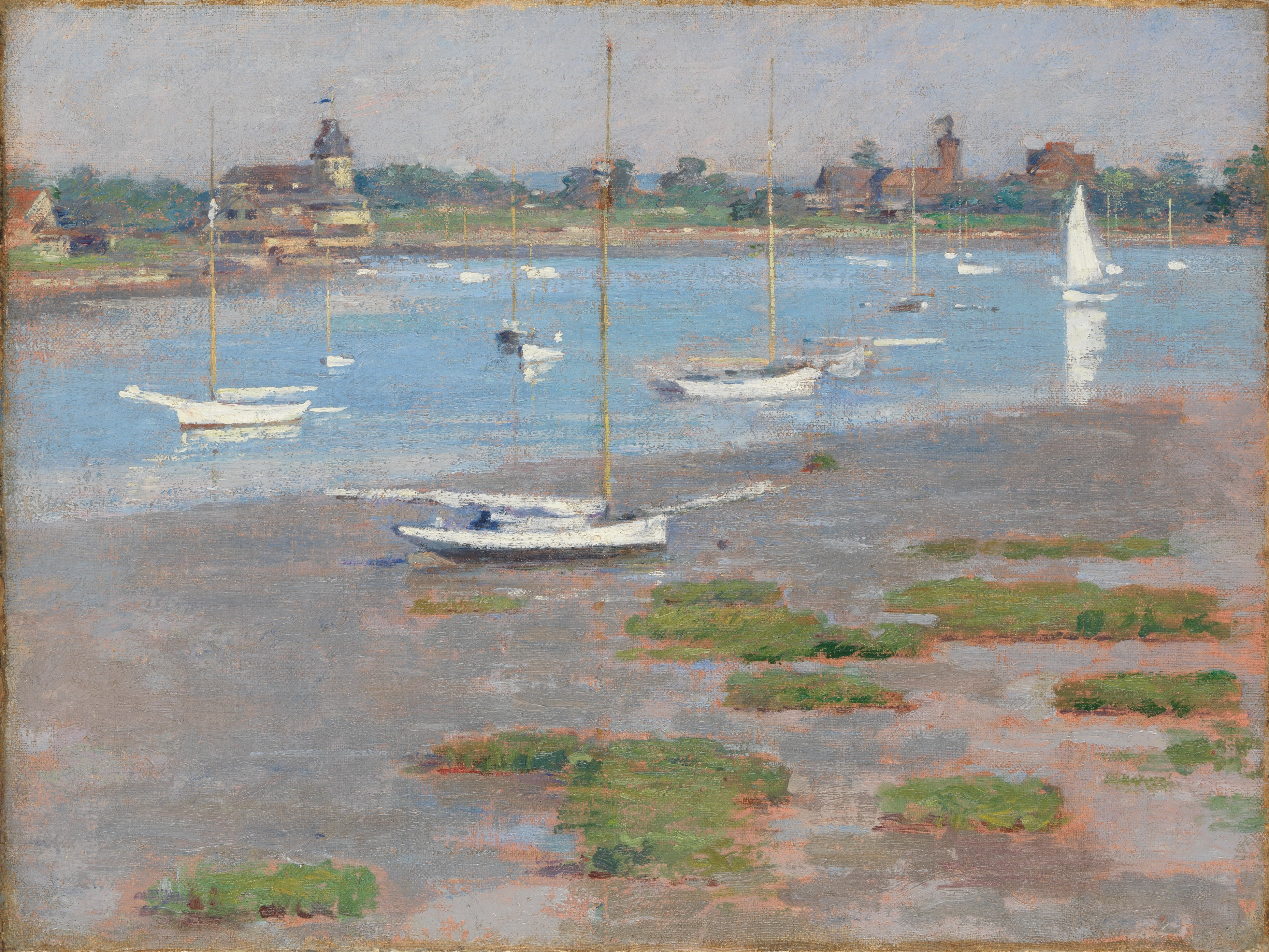
Low Tide Riverside Yacht Club, 1894.

Robinson abandonó Francia y a Monet por última vez en 1892, aunque tenía intención de volver. En Estados Unidos, Robinson obtuvo un puesto de trabajo en la academia de artes de Brooklyn y además daba clases de verano en Napanoch, Nueva York cerca de las montañas Catskill, donde pintó varios paisajes. También dio clases en Evelyn College, Nueva Jersey y luego en la academia de Bellas artes de Pensilvania en Filadelfia.
Con Nueva York como base Robinson pudo relacionarse con los impresionistas estadounidenses. Mantuvo una relación cercana con Johnny Henry Twatchman y Julian Alden Weir. Pasaba también parte de su tiempo en Connecticut. Aquí pintó una serie de escenas con barcas que se consideran algunas de sus mejores obras.

## Últimos años
Aunque su reputación como pintor se iba incrementando, Robinson tenía que dar clases para poder satisfacer sus necesidades económicas.
Durante el último año de su vida, le fue pedido a Robinson que ayudara a completar un libro de ensayos titulado “Modern French Masters”, del editor e historiador del arte Jon Charles Van Dyke. Escribió un artículo sobre el pintor de Barbizon Jean-Baptiste-Camille Corot, y escribió e ilustró otro ensayo sobre Monet, su gran amigo.
En 1895, disfrutó de un periodo muy productivo en Vermont, y en febrero de 1896 le escribió a Monet diciéndole que pretendía volver a Giverny. Sin embargo, en abril de ese mismo año falleció debido a un ataque de asma agudo en Nueva York. Fue enterrado en su ciudad natal, Evansville, Wisconsin. Murió a los 43 años de edad.

## Galería

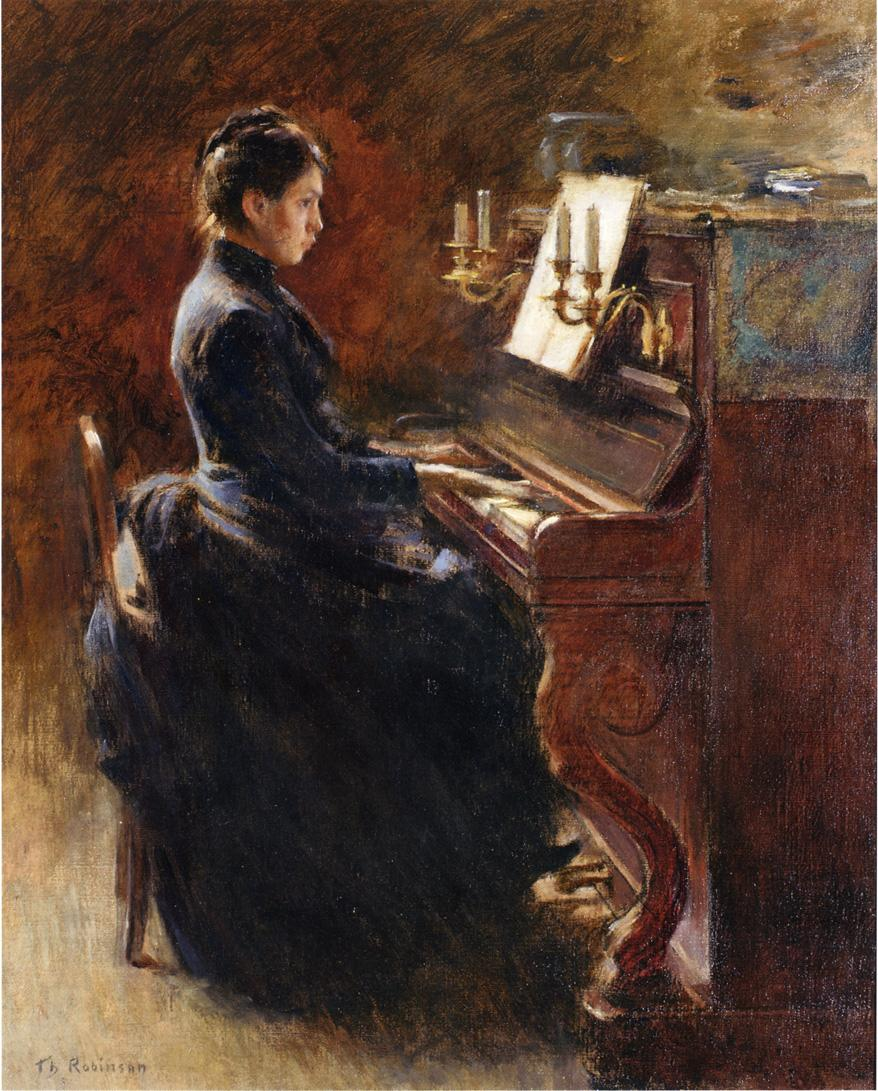
Chica al piano, (ca. 1887).
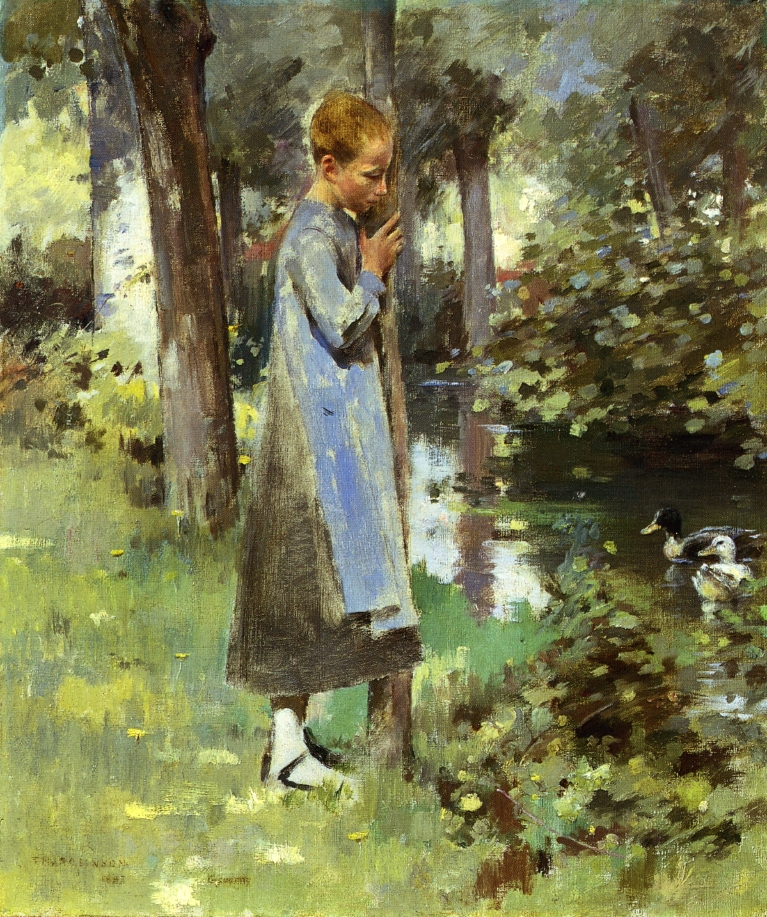
En el río, (1887).
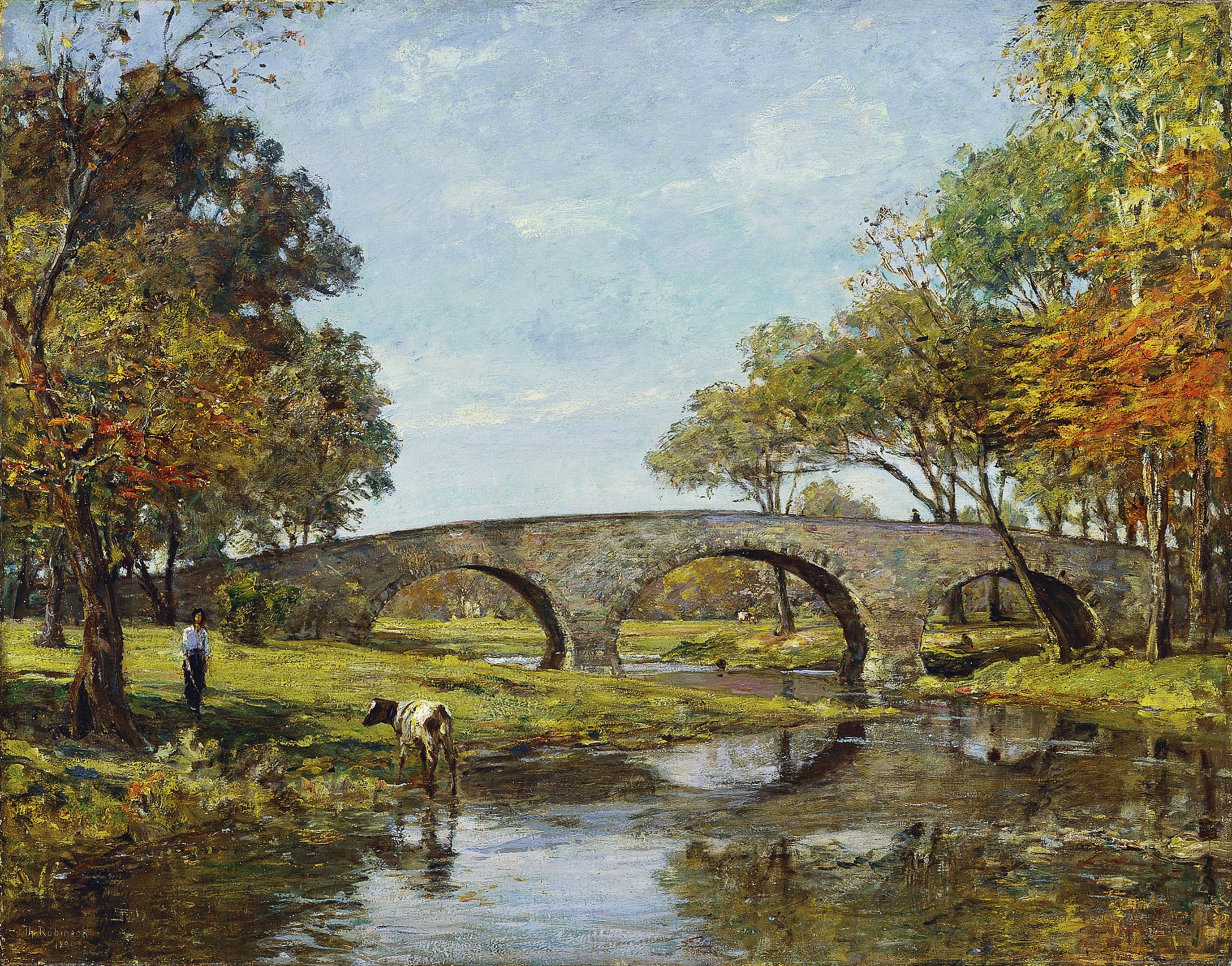
El viejo puente, 1890. Museo Thyssen-Bornemisza.
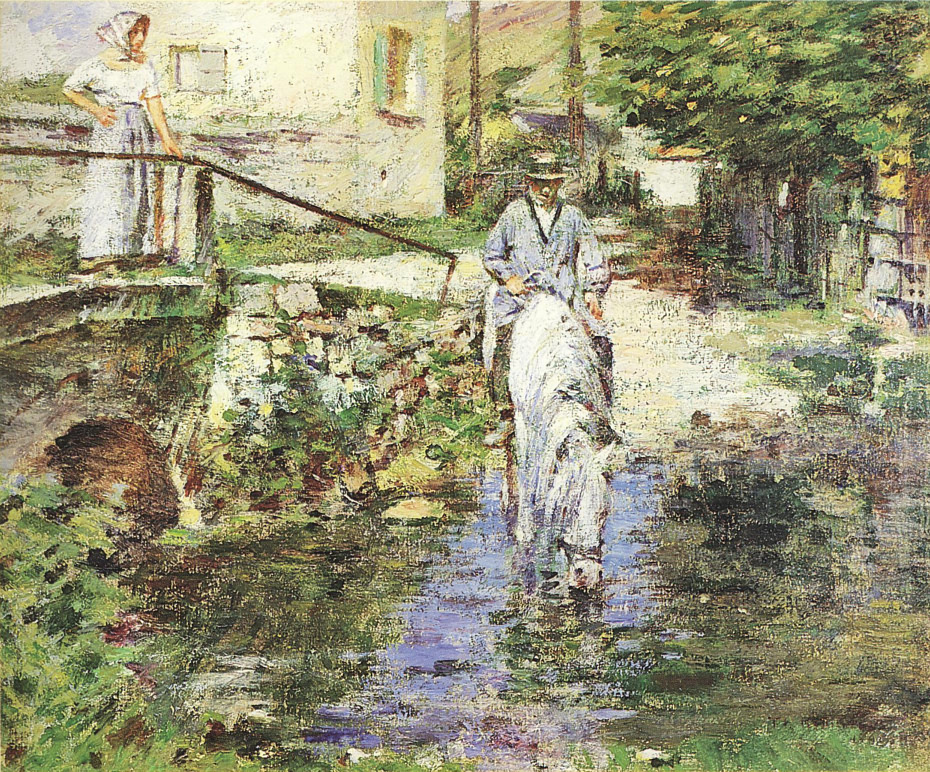
Père Trognon y su hija en el puente, (1891).